# 布雷萨诺内主教区
布雷萨诺内主教区（Bishopric of Brixen），是一个曾经存在的罗马天主教教区，位于现今的意大利南蒂罗尔省。该主教区成立于6世纪，并在随后的岁月里逐渐世俗化。1027年，布雷萨诺内主教区的主权获得神圣罗马帝国的承认，直至1803年成为世俗国家蒂罗尔伯国的领土。然而该地的教区依旧存在，现为博尔扎诺-布雷萨诺内教区。